# Ada (Oklahoma)
Ada település az Amerikai Egyesült Államok Oklahoma államában, Pontotoc megyében, melynek megyeszékhelye is. Lakosainak száma 16 481 fő (2020. április 1.).

## Népesség
A település népességének változása:

| 2010 | 16 810 |
| 2020 | 16 481 |